# Lecția
Lecția (franceză: La Leçon) este o piesă de teatru absurd într-un singur act scrisă în limba franceză de Eugen Ionescu.  Piesa a fost compusă în iunie 1950. Prima reprezentație  a avut loc 20 februarie 1951 la Théâtre de Poche Montparnasse din Paris sub conducerea regizorului Marcel Cuvelier (care a interpretat și rolul profesorului).

## Prezentare
Piesa are loc în biroul și în bucătăria unui mic apartament francez. Profesorul, un om de 50-60 de ani, așteaptă o nouă elevă (de 18 ani). Servitoarea Profesorului,  o femeie roșcată plinuță de 40-50 de ani, își face griji în privința sănătății profesorului. Pe măsură ce lecția absurdă și fără sens progresează, profesorul devine din ce în ce mai supărat pe ceea ce crede el a fi ignoranța elevei, iar eleva devine tot mai liniștită și mai blândă. Chiar și sănătatea ei începe să se deterioreze și ceea ce începe ca o banală durere de dinți se dezvoltă ca o durere puternică în întregul ei corp. În punctul culminant al piesei, după un șir lung de argumente non sequitur (care sunt folosite frecvent în piesele lui Ionesco), profesorul o înjunghie mortal pe elevă (aceasta fiind a 40-a victimă a sa).  Piesa se încheie cu servitoarea care salută o nouă elevă, o viitoare victimă, cercul fiind complet.

## Personaje
- Eleva
- Profesorul
- Marie, Servitoarea Profesorului
- O altă elevă

## Adaptări
- 1961 Die Unterrichtsstunde, film german, regia Sylvain Dhomme, cu Krista Keller, Robert Freitag, Therese Giehse
- 1963 Lektionen, film danez, cu Josette Amiel, Tsilla Chelton, Flemming Flindt
- 1966 The Lesson, episoade în serialul american New York Television Theatre, regia Glenn Jordan, cu Penny Fuller, Fred Gwynne, Elsa Raven
- 1968 Lecția este prima piesă de teatru a lui Ionescu care a fost montată la Teatrul Național Radiofonic. A fost radiodifuzată prima dată la 19 martie 1968. Regia Lucian Giurchescu, traducere Elena Vianu, cu actorii Octavian Cotescu, Rodica Tapalagă și Dodi Caian.[2]

## Traduceri în limba română
- în Teatru, Vol. I, Editura pentru literatură universală, 1968
- în Cântăreața cheală, Vol. I,  Ediția a II-a, Editura Minerva, 1970